# 60 mètres haies féminin aux championnats du monde d'athlétisme en salle 2022
Pour un article plus général, voir Championnats du monde d'athlétisme en salle 2022.
Navigation
2018 2024
L'épreuve du 60 mètres haies féminin des championnats du monde en salle de 2022 se déroule le 19 mars 2022 dans la Štark Arena de Belgrade, en Serbie. 

## Résultats

### Séries
Les 3 premières de chaque série (Q) et les 6 meilleurs temps (q) se qualifient pour les demi-finales. 
| Rang | Série | Couloir | Athlète               | Pays                      | Temps | Notes |
| ---- | ----- | ------- | --------------------- | ------------------------- | ----- | ----- |
| 1    | 1     | 3       | Cyréna Samba-Mayela   | France                    | 7.91  | Q     |
| 2    | 3     | 7       | Gabriele Cunningham   | États-Unis                | 7.93  | Q     |
| 3    | 6     | 8       | Noemi Zbären          | Suisse                    | 7.95  | Q, PB |
| 4    | 1     | 2       | Ditaji Kambundji      | Suisse                    | 7.97  | Q     |
| 5    | 3     | 3       | Zoë Sedney            | Pays-Bas                  | 7.98  | Q     |
| 6    | 3     | 8       | Liz Clay              | Australie                 | 7.99  | Q, PB |
| 7    | 5     | 6       | Devynne Charlton      | Bahamas                   | 8.02  | Q     |
| 8    | 4     | 3       | Alaysha Johnson       | États-Unis                | 8.03  | Q     |
| 9    | 1     | 8       | Sarah Lavin           | Irlande                   | 8.03  | Q, PB |
| 10   | 5     | 2       | Anne Zagré            | Belgique                  | 8.04  | Q, SB |
| 11   | 3     | 1       | Yoveinny Mota         | Venezuela                 | 8.05  | q, NR |
| 12   | 1     | 7       | Mathilde Heltbech     | Danemark                  | 8.07  | q, PB |
| 13   | 2     | 2       | Mette Graversgaard    | Danemark                  | 8.08  | Q     |
| 14   | 6     | 6       | Ebony Morrison        | Liberia                   | 8.09  | Q, NR |
| 15   | 3     | 2       | Vanessa Clerveaux     | Haïti                     | 8.10  | q, SB |
| 15   | 6     | 4       | Britany Anderson      | Jamaïque                  | 8.10  | Q     |
| 17   | 4     | 2       | Michelle Harrison     | Canada                    | 8.11  | Q, PB |
| 18   | 2     | 3       | Maayke Tjin A-Lim     | Pays-Bas                  | 8.11  | Q, PB |
| 19   | 1     | 5       | Teresa Errandonea     | Espagne                   | 8.12  | q, SB |
| 20   | 4     | 8       | Anamaria Nesteriuc    | Roumanie                  | 8.13  | Q     |
| 21   | 2     | 4       | Elisa Di Lazzaro      | Italie                    | 8.16  | Q     |
| 22   | 3     | 5       | Viktória Forster      | Slovaquie                 | 8.17  | q     |
| 23   | 6     | 3       | Hanna Plotitsyna      | Ukraine                   | 8.17  | q     |
| 23   | 5     | 7       | Julia Wennersten      | Suède                     | 8.17  | Q     |
| 25   | 5     | 5       | Monika Zapalska       | Allemagne                 | 8.17  |       |
| 26   | 6     | 2       | Mulern Jean           | Haïti                     | 8.18  |       |
| 27   | 1     | 1       | Megan Marrs           | Grande-Bretagne           | 8.19  |       |
| 28   | 2     | 8       | Ivana Lončarek        | Croatie                   | 8.19  |       |
| 29   | 6     | 5       | Natalia Christofi     | Chypre                    | 8.20  |       |
| 30   | 5     | 3       | Klaudia Wojtunik      | Pologne                   | 8.21  |       |
| 31   | 1     | 4       | Sidonie Fiadanantsoa  | Madagascar                | 8.22  | PB    |
| 32   | 2     | 7       | Kreete Verlin         | Estonie                   | 8.23  |       |
| 33   | 2     | 6       | Danielle Williams     | Jamaïque                  | 8.23  |       |
| 34   | 4     | 5       | Anja Lukić            | Serbie                    | 8.25  |       |
| 35   | 2     | 5       | Helena Jiranová       | Tchéquie                  | 8.25  |       |
| 36   | 6     | 7       | Elisavet Pesiridou    | Grèce                     | 8.30  |       |
| 37   | 5     | 4       | Miho Suzuki           | Japon                     | 8.32  | SB    |
| 38   | 3     | 6       | Maribel Caicedo       | Équateur                  | 8.33  |       |
| 39   | 5     | 8       | Ketiley Batista       | Brésil                    | 8.37  | PB    |
| 40   | 1     | 6       | Lui Lai Yiu           | Hong Kong                 | 8.45  | SB    |
| 41   | 4     | 1       | Vitoria Batista Alves | Brésil                    | 8.65  |       |
|      | 4     | 4       | Deya Erickson         | Îles Vierges britanniques | DNF   |       |
|      | 3     | 4       | Xènia Benach          | Espagne                   | DQ    |       |
|      | 4     | 6       | Luca Kozák            | Hongrie                   | DNS   |       |
|      | 4     | 7       | Andrea Vargas         | Costa Rica                | DNS   |       |

### Demi-finales
Les 2 premières de chaque série (Q) et les 2 meilleurs temps (q) se qualifient pour la finale.
| Rang | Série | Couloir | Athlète             | Pays       | Temps | Notes |
| ---- | ----- | ------- | ------------------- | ---------- | ----- | ----- |
| 1    | 1     | 4       | Devynne Charlton    | Bahamas    | 7.81  | Q, NR |
| 2    | 2     | 3       | Cyréna Samba-Mayela | France     | 7.85  | Q     |
| 2    | 1     | 8       | Britany Anderson    | Jamaïque   | 7.85  | Q     |
| 4    | 2     | 4       | Ditaji Kambundji    | Suisse     | 7.89  | Q, NR |
| 5    | 3     | 5       | Zoë Sedney          | Pays-Bas   | 7.95  | Q, PB |
| 6    | 3     | 8       | Sarah Lavin         | Irlande    | 7.97  | Q, PB |
| 7    | 2     | 2       | Yoveinny Mota       | Venezuela  | 7.99  | q, NR |
| 8    | 3     | 3       | Gabriele Cunningham | États-Unis | 8.00  | q     |
| 9    | 1     | 5       | Noemi Zbären        | Suisse     | 8.01  |       |
| 10   | 2     | 8       | Liz Clay            | Australie  | 8.01  |       |
| 11   | 2     | 6       | Alaysha Johnson     | États-Unis | 8.02  |       |
| 12   | 3     | 6       | Mette Graversgaard  | Danemark   | 8.03  |       |
| 13   | 1     | 6       | Ebony Morrison      | Liberia    | 8.07  | NR    |
| 14   | 1     | 3       | Anne Zagré          | Belgique   | 8.08  |       |
| 15   | 3     | 4       | Michelle Harrison   | Canada     | 8.09  | PB    |
| 15   | 1     | 1       | Mathilde Heltbech   | Danemark   | 8.09  |       |
| 17   | 3     | 7       | Elisa Di Lazzaro    | Italie     | 8.11  | PB    |
| 18   | 1     | 7       | Anamaria Nesteriuc  | Roumanie   | 8.13  |       |
| 19   | 2     | 5       | Maayke Tjin A-Lim   | Pays-Bas   | 8.13  |       |
| 20   | 3     | 1       | Vanessa Clerveaux   | Haïti      | 8.15  |       |
| 21   | 1     | 2       | Teresa Errandonea   | Espagne    | 8.16  |       |
| 22   | 2     | 7       | Julia Wennersten    | Suède      | 8.21  |       |
| 23   | 2     | 1       | Hanna Plotitsyna    | Ukraine    | 8.22  |       |
| 24   | 3     | 2       | Viktória Forster    | Slovaquie  | 8.22  |       |

### Finale
| Rang               | Couloir | Athlète             | Pays       | Temps  | Notes |
| ------------------ | ------- | ------------------- | ---------- | ------ | ----- |
| Médaille d'or      | 5       | Cyréna Samba-Mayela | France     | 7 s 78 | NR    |
| Médaille d'argent  | 4       | Devynne Charlton    | Bahamas    | 7 s 81 | NR    |
| Médaille de bronze | 2       | Gabriele Cunningham | États-Unis | 7 s 87 |       |
| 4                  | 3       | Britany Anderson    | Jamaïque   | 7 s 96 |       |
| 5                  | 1       | Yoveinny Mota       | Venezuela  | 8 s 05 | NR    |
| 6                  | 6       | Zoë Sedney          | Pays-Bas   | 8 s 07 |       |
| 7                  | 7       | Sarah Lavin         | Irlande    | 8 s 09 |       |
|                    | 8       | Ditaji Kambundji    | Suisse     | DNF    |       |

## Légende
Records et Performances
- AR : Record continental (area record)
- CR : Record des championnats (championship record)
- MR : Record du meeting (meet record)
- NR : Record national (national record)
- OR : Record olympique (olympic record)
- PR : Record paralympique (paralympic record)
- PB : Record personnel (personal best)
- SB : Meilleure performance personnelle de la saison (season's best)
- WL : Meilleure performance mondiale de l'année (world leader)
- WJR : Record du monde junior (world junior record)
- WR : Record du monde (world record)

Circonstances et Conditions
- DNF : N'a pas terminé (did not finish)
- DNS : N'a pas pris le départ (did not start)
- DQ : Disqualification (disqualification)
- NM : Aucun essai valable enregistré (No Mark)
- Q : Qualifié « directement » au prochain tour (ou à la prochaine compétition), lors d'une compétition majeure, grâce au classement ou à la réalisation des minima (automatic qualifier)
- q : Qualifié au prochain tour (ou à la prochaine compétition), lors d'une compétition majeure, grâce au repêchage ou à la réalisation de l'une des meilleures performances parmi celles des « non qualifiés directement » (grâce au meilleur temps ou à la meilleure distance par exemple) (secondary qualifier)